# Суринам на летних Олимпийских играх 1960
Суринам принимал участие в Летних Олимпийских играх 1960 года в Риме (Италия) в первый раз за свою историю, но не завоевал ни одной медали. 